# Hovärken

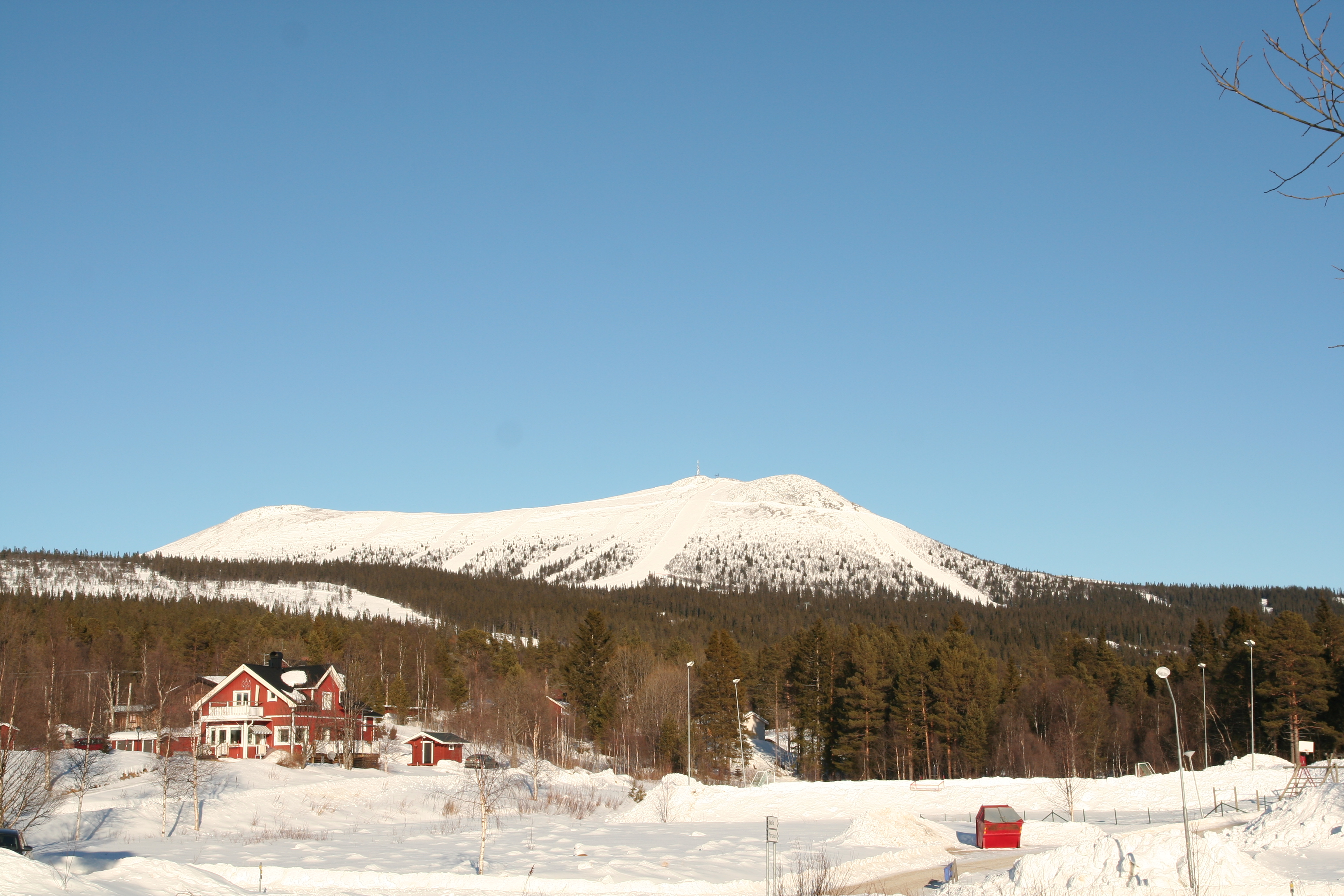
Hovärken sett från Lofsdalen.

Hovärken är ett fjäll i Lofsdalen, Härjedalens kommun, i landskapet Härjedalen. Hovärken är ett karaktäristiskt fjäll vars sydsluttning används för utförsåkning. Från toppen (1 125 meter över havet) syns bland annat norska fjäll och det svenska högfjället Helags. Om Hovärken finns att läsa, tecknat Hülpers år 1777, 
"Wid Ho- eller Hågwerken ... der pilegrimsfärder fordom skedt der förbi."
"Denne bergskulle föregifwas fått sitt namn deraf, att när desse wandringsmän hunnit se densamma, skola de fått fördubblad hog eller hogwärk, att komma fram till detta."
Källa: Lofsdalsboken 